# 梅亭金鵞

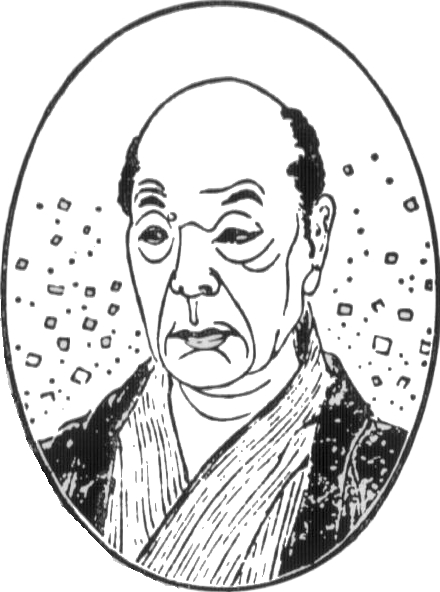
梅亭金鵞

梅亭 金鵞（ばいてい きんが、文政4年3月30日（1821年5月2日） - 明治26年（1893年）6月30日）は、幕末から明治中期の作家・編集者。 滑稽本・人情本・啓蒙書・諷刺小説などを書いた。本名は瓜生政和（まさやす）、通称は熊三郎。筆名に橋爪錦造もあった。「福神漬」の命名者。弟は浮世絵師の梅の本鶯斎。

## 生涯
吉田勝之丞の次男として、江戸両国薬研堀（現・中央区東日本橋二丁目）に生まれた。柳剛流の父に剣を習い、1836年（天保7年）から伊勢に3年武者修行して腕を磨き、江戸の若手剣客の雄と言われたが、1845年（弘化2年）、本郷附木店（現・本郷五丁目）の瓜生家の養子に入った。
1848年（嘉永元年）（27歳）頃、人情本の松亭金水の門弟となり金鵞の号を貰い、連日通って金水の稿の版下を書き挿絵の下絵を描き、自らも習作を試みるなどして過ごした。師に倣って人情本を書いてから、性に合う滑稽本の『七偏人』（1857年 - 1863年）で名を上げた。剣の腕は冴えても、道化た愛嬌者だった。
明治維新となり、三条の教憲発布の後は、『瓜生政和』の実名で『西洋新書』『西洋見聞図解』以下の啓蒙書を出す裏で、1875年、『橋爪錦造』の筆名を使った雑誌『寄笑新聞』11冊で、御一新後の世相を諷刺し皮肉った。それが縁で、1877年（明治10年）3月、野村文雄の團團社に招かれ、諷刺漫画雑誌『團團珍聞（まるまるちんぶん）』の主筆となり、『三人同行』『春色花暦』『驥尾團子』などを連載したが、後の二つは当局の邪魔で中絶した。更に同社が1878年11月創刊した姉妹誌『驥尾團子』に『妄想未来記』などを掲載して、文明開化の世相をからかった。
その後も『驥尾團子』誌他に人情本風の作品を載せたが、次第に世に遅れ、1881年團團社の客員に退き、1884年鶴声社（書店）の編集・企画に転じた。
60歳を越えた老金鵞は、条野採菊らのやまと新聞に時に稿を寄せたものの、既に過去の人だった。
1890年（明治23年）、脳溢血に倒れて療養し、1893年に没した。72歳。『清受院釈果得浄生信士』。墓は元浅草最尊寺にある。

## 主な文業
- 『茶番落語』（茶番の本）、（1849）
- 『茶番今様風流』（茶番の本）、（1849）
- 『落ばなし』（咄本）、（1850）
- 『鬼も笑福茶釜』（咄本）、（1852）
- 『夜三廼月柳の横櫛』（人情本）、（1854頃）
- 『春宵風見種』（人情本）、（1854頃）
- 『妙竹林話七偏人』（滑稽本）（初編1857）

　明治維新
- 『西洋新書』（啓蒙書）、宝集堂（1872 - 1875）
- 『芳香余談二葉廼風 3巻』（啓蒙書）、錦森堂（1873.5）
- 『兎狸月下問答』（啓蒙書）、明治学舎（1873）
- 『教訓洗湯論』（啓蒙書）、明治学舎（1873）
- 『寄笑新聞 第1 - 11号』（諷刺的滑稽本）、寄笑社（1875.3 - 1875.5）
- 『文殊痴恵三人同行』、團團珍聞（1877.11 - ）
- 『春色花暦』（人情本風）、團團珍聞（1878.3 - ）
- 『驥尾團子』（人情本風）、團團珍聞（1878.3 - 1878.12）
- 『妄想未来記』（世相揶揄的な空想小説）、驥尾團子（1878）
- 『新暦谷間桜』（人情本風）、驥尾團子（1880.11 - 1881.7）
- 『初時雨錦廼紅葉』（人情本風）、驥尾團子（1882.7 - 1882.12）
- 『紙廼保魯大福車』（人情本風）、驥尾團子（1883.1、2）
- 『星明軒の凩』（人情本風）、驥尾團子（1883.2 - 1883.4）
- 『横濱奇聞菊濱風噂高島』、版元不詳（1884.4）
- 『東海新道洒落栗毛』（滑稽本）、やまと新聞（1887.5 - 1887.7）
- 『東京古跡の話』、やまと新聞（1888）
- 『滑稽立志編』、出版者 小林権次郎（1888）
- 『滑稽討論会』、国華堂（1893）
- 『滑稽大演説』（編著）、国華堂（1893）

### 近年の再版・復刻
- 新井勝紘監修：『驥尾団子 復刻版』、柏書房（2003）ISBN 9784760124541
- 『妙竹林話七偏人 上下』、講談社文庫（1983）ISBN　9784061317901 & 9784061317918
- 『寄笑新聞 第1 - 11号』、（「『明治文学全集 明治開化期文学集（一）』、筑摩書房（1983）」に収録）
- 『真情春雨衣』『吾妻雄兎子』、（「小菅宏：『色里三所世帯』、徳間文庫（2009）ISBN 9784198929596」に収録）